# Euskirchen
Euskirchen (pronunciación en alemán: /ˈʔɔɪ̯skɪʁçn̩/ⓘ) es una localidad alemana, capital del distrito homónimo en la región administrativa de Colonia, en el estado de Renania del Norte-Westfalia. Su población según datos del censo de 2006 es de 55.235 habitantes.
En esta ciudad nació el 9 de octubre de 1852 Hermann Emil Fischer, premio Nobel de Química en 1902 por su trabajo en la síntesis de azúcares y purinas.

## Clima
Clima oceánico (Clasificación climática de Köppen: Cfb)

## Comunicaciones
Distancia (en kilómetros) entre Euskirchen y las ciudades más grandes de Alemania.
- Berlín 502 km
- Hamburgo 389 km
- Múnich 446 km
- Colonia 33 km
- Fráncfort del Meno 148 km
- Stuttgart 272 km
- Düsseldorf 63 km
- Dortmund 106 km	Essen 90 km
- Bremen 303 km
- Dresde 490 km	Leipzig 399 km

Lista de las ciudades y de los pueblos vecinos de Euskirchen clasificados por distancia.
- Swisttal 10.2 km
- Zülpich 10.5 km
- Weilerswist 10.8 km
- Rheinbach 12 km
- Bad Münstereifel 12.1 km
- Mechernich 12.1 km
- Vettweiß 15.9 km
- Berg 16.3 km
- Erftstadt 16.5 km
- Meckenheim 16.6 km
- Kirchsahr 17.1 km
- Alfter 17.8 km

- Aeropuerto de Fráncfort del Meno 143.4 km
- Aeropuerto Internacional de Düsseldorf 70 km
- Aeropuerto de Colonia/Bonn 33.9 km

## Ciudades hermanadas
- Basingstoke, Reino Unido, desde 1986.
- Charleville-Mézières, Francia, desde 1964.
- Kutztown, USA, desde 2004.
- Fehrbellin, Alemania